# Центральная библиотека имени Крупской (Азов)
Центральная библиотека имени Крупской  — центральная библиотека города Азова Ростовской области. Открыта в 1938 году.
Адрес: г. Азов, Петровский бульвар, д. 20.

## История
Центральная библиотека была открыта в 6 декабря 1897 года в городе Азове. В этот же день состоялось освещение библиотеки. Библиотека была организована по инициативе группы местной интеллигенции с участием преподавателя Азовской женской гимназии А. И. Дементьева. В  первый год работы в библиотеке было записано 115 читателей,  всего было выдано 3074 книг.
До октябрьской революции в библиотеке работал просветитель М. А. Макаровский. Был создан первый печатный каталог, первые рекомендательные списки литературы, проводилось анкетирование читателей.
После революции увеличилось количество закупаемых книг, стала бесплатной читальня. В 1920-х годах библиотека стала центром пропаганды и агитации. В ней проходили выставки, беседы, диспуты, литературные вечера.
В 1939 году библиотеке было присвоено имя Н. К. Крупской. К этому времени книжный фонд составил около 20000 экземпляров, читателей было записано — 4000 человек.
В годы Великой Отечественной войны сильно пострадало здание библиотеки и её книжный фонд. Тем не менее, библиотека работала, а её фонд пополнился 4000 книг.
В начале 70-х годов XX века библиотеке было присвоено звание «Библиотека отличной работы».  К концу 1972 года количество читателей достигло 9536 человек, а книжный фонд составил 102810 экземпляров.
В настоящее время библиотека продолжает функционировать, в ней созданы клубы по интересам: «Литературный Альбион», Литературно-экологическая гостиная «Гармония», Литературно-познавательный клуб «Я познаю мир», Клуб «Лира»  и др.